# Paracromastigum dusenii
Paracromastigum dusenii là một loài rêu tản trong họ Lepidoziaceae. Loài này được (Stephani) R.M. Schust. miêu tả khoa học lần đầu tiên năm 1974.